# Hypertragulidae
Hypertragulidae (лат.) — семейство вымерших млекопитающих из подотряда жвачных, живших в Северной Америке, Европе и Азии во времена эоцена — миоцена (40,4—7,246 млн лет назад).
Это были небольшие примитивные жвачные, напоминавшие оленьков — своих ближайших ныне живущих родственников.

## Таксономия
Hypertragulidae были названы Копом (1879). Уильям Диллер Мэтью в 1908 году счёл это семейство парафилетическим. Hypertragulidae отнесли к жвачным Matthew (1908) и William King Gregory (1910); к инфраотряду Pecora Cook (1934); и к Traguloidea Carroll (1988).

## Морфология
Hypertragulidae имели четырёхпалые передние и двупалые задние ноги, что является специфическим признаком семейства и не встречается у других жвачных животных. Масса их тел колебалась от 2,16 кг (Parvitragulus) до 4,24 кг (Hypisodus).

## Роды
- Andegameryx
- Hypertragulus
- Hypisodus
- Nanotragulus
- Notomeryx
- Parvitragulus
- Simimeryx